# Natura, órgano oficial de la Administración General de Parques Nacionales
Natura; Órgano Oficial de la Administración General de Parques Nacionales (abreviado Natura (Buenos Aires)) fue una revista científica con ilustraciones y descripciones botánicas que fue publicada en Buenos Aires desde 1954 hasta 1955. Fue publicada por la Administración General de Parques Nacionales y Turismo, que corresponde a la actual Administración de Parques Nacionales.